# Det Økologiske Spisemærke
Det Økologiske Spisemærke er en statslig certificering og mærkningsordning for spisesteder i Danmark. Mærket viser, hvor stor en del af de indkøbte føde- og drikkevarer der er økologiske. Det Økologisk Spisemærke har tre kategorier: Bronze (30-60%), sølv (60-90%) og guld (90-100%) og økologi-andelen opgøres i enten kroner eller kilo.
Det Økologiske Spisemærke er gratis og uddeles og kontrolleres af Fødevarestyrelsen. Økologisk Landsforening samarbejder med Fødevarestyrelsen om at udbrede kendskabet til mærkningsordningen. 

## Historie
Det Økologiske Spisemærke er blevet uddelt siden 2009 og per 2017, er der uddelt mere end 2000 spisemærker.